# بخش گرایفسکی
بخش گرایفسکی (به لاتین: Grayvoronsky District) یک منطقهٔ مسکونی در روسیه است که در استان بیلگاراد واقع شده‌است.